# Hydra parva
Hydra parva is een hydroïdpoliep uit de familie Hydridae. De poliep komt uit het geslacht Hydra. Hydra parva werd in 1947 voor het eerst wetenschappelijk beschreven door Itô. 